# Bitka na rijeci Aljmi
Aljma (rus. Альма), rječica koja se nalazi na poluotoku Krimu, na kojoj je 20. rujna 1854. odigrala bitka u Krimskom ratu. Pobjedu u tome sukobu su uspješno odnijeli Saveznici te tako započeli kampanju protiv Ruskoga Carstva. 

## Tijek bitke
Saveznici (Francuzi, Britanci i Osmanlije) iskrcali su se uoči bitke neometano kod Jevpatorije te su u blizini grada ostavili 2,000 ljudi, te krenuli duž obale prema Sevastopolju uz pratnju flote. Da bi zaštitio Sevastopolj, ruski princ general Aleksandar Sergejevič Menšikov, s 34,000 ljudi postavio se na lijevu obalu Aljme bez određene odbrambene linije, ne naslonivši lijevo krilo na obalu mora, smatrajući da je donji tok Aljme neprijelazan zbog strme i stjenovite obale. Francuski maršal Jacques de Saint-Arnaud predlagao je obuhvat ruskog položaja ( Francuzi lijevoga, a Englezi desnog krila), no tu je ideju britanski zapovjednik feldmaršal lord Raglan odbio. To je učinio jer je smatrao kako nema dovoljno konjaništva za zaštitu svoga lijevog krila. 
Francuska divizija generala Pierrea Bosqueta uspjela je savladati teško prohodni teren na ušću Aljme te je ugrozila ruski lijevi bok, odbivši pritom, uz podršku flote, sve ruske protunapade. Na ostatku bojnog polja došlo je do frontalnih sudara. Britanci su se borili u zastarjeloj liniji, Rusi u kolonama, a Francuzi u streljačkim strojevima, koristeći se terenom vještije od svih. Rusi su polako počeli popuštati te su se u redu povukli, a Saveznici ih nisu gonili. 
Bitku je odlučila nadmoć Saveznika u ljudstvu te užljebljena puška, znatno bolja od ruske.